# Kuafu
Kuafu – wymarły rodzaj chrząszczy z rodziny kusakowatych i podrodziny balinków, obejmujący tylko jeden opisany gatunek: Kuafu borealis.
Rodzaj i gatunek typowy opisali w 2018 roku Yin Ziwei, Cai Chenyang i Huang Diying na podstawie okazu w bursztynie, znalezionego w dolinie Hukawng w północnej Birmie, pochodzącego z piętra cenomanu w kredzie.
Chrząszcz ten miał wydłużone, smukłe, przypłaszczone ciało długości 1,92 mm. Głowa była w przedniej części prawie trójkątna, zaś w tylnej szyjowato przewężona. Nadustek był na przedzie zaokrąglony, a warga górna pośrodku wcięta. Smukłe i długie czułki wyróżniały się od współczesnych przedstawicieli plemienia brakiem wcięcia na trzonkach. Przedplecze było w zarysie podługowato-owalne, po bokach zaokrąglone i pośrodku najszersze. Przednie kąty przedplecza były niewyrażne, tylne zaś tępe i rozwarte. Przedpiersie było z przodu zlane z hypomerami przedplecza, a ponadto cechował je wąski, żeberkowany wyrostek międzybiodrowy. Zapiersie było znacznie dłuższe od śródpiersia i mniej więcej tak długie jak odwłok. Pokrywy były wydłużone. W środkowej i tylnej parze odnóży krętarze szeroko oddzielały biodra od ud.